# Gersemi
En la mitología nórdica, Gersemi (en nórdico antiguo, "gema") es la hija de Freyja y Óðr, y hermana de Hnoss, y es una diosa tanto de la belleza como del amor fraternal. Su nombre es usado para describir cualquier cosa que sea encantadora o preciosa, y no parece que haya participado de ninguna actividad divina.